# Verhalen uit de toekomst
Verhalen uit de toekomst is een sciencefictionverhalenbundel uit 1960 van de Amerikaanse schrijver Isaac Asimov. De verhalenbundel werd gepubliceerd door Uitgeverij Het Spectrum in hun Prisma Pockets-reeks (Prisma 527) en bevat 7 van de 9 verhalen uit de bundel Nine Tomorrows uit 1959.

## Korte verhalen
De verhalen werden oorspronkelijk gepubliceerd tussen 1956 en 1958 in verschillende sf-magazines. 
1. Beroepskeuze (Profession, 1959)
2. Ik wil sterven (All the Troubles in the World, 1959)
3. Het lelijke jongetje (The Ugly Little Boy, 1959)
4. Oponthoud in Marshaven (I'm in Marsport without Hilda, 1959)
5. Project hoofdrekenen (The Feeling of Power, 1959)
6. Sebatinsky met een S (Spell My Name with an S, 1959)
7. De stervende nacht (The Dying Night, 1956)